# Neolophonotus genitalis
Neolophonotus genitalis là một loài ruồi trong họ Asilidae. Neolophonotus genitalis được Ricardo miêu tả năm 1925. Loài này phân bố ở vùng nhiệt đới châu Phi.